# Цхалтубо
Цхалтубо (груз. წყალტუბო) је град у Грузији у регији Имеретија. Према процени из 2014. у граду је живело 11.281 становника.

## Становништво
Према процени, у граду је 2014. живело 11.281 становника.
| 1989.  | 2002.  | 2014.  |
| ------ | ------ | ------ |
| 21.280 | 16.801 | 11.281 |